# Alberto Barberis
Alberto Barberis (Turín, Provincia de Turín, Italia, 31 de julio de 1887-Milán, Provincia de Milán, Italia, 18 de junio de 1920) fue un futbolista italiano. Se desempeñaba en la posición de delantero.

## Clubes
| Club           | País   | Año         |
| -------------- | ------ | ----------- |
| Juventus F. C. | Italia | 1900 - 1912 |

## Palmarés

### Campeonatos nacionales
| Título              | Club           | País   | Año  |
| ------------------- | -------------- | ------ | ---- |
| Campeonato Italiano | Juventus F. C. | Italia | 1905 |